# Goeben-Kaserne (Koblenz)
Die Goeben-Kaserne, benannt nach August Karl von Goeben, war eine Kaserne in Koblenz. Sie wurde von 1937 bis 1938 als eine von mehreren Kasernenneubauten für die Wehrmacht auf der Pfaffendorfer Höhe (seit Oktober 1981 als Asterstein eigener Koblenzer Stadtteil) erbaut. Nach dem Zweiten Weltkrieg wurde die Kaserne aufgelöst und in ein Wohngebiet umgewandelt.

## Geschichte
Im Zuge der Remilitarisierung der Rheinlande 1936 musste zur Unterbringung der Truppen eine Reihe neuer Kasernen errichtet werden, da einige alte Kasernenstandorte durch die Entmilitarisierung nicht mehr zur Verfügung standen. So entstand 1937/1938 in der Kehle des ehemaligen Forts Rheinhell die Goeben-Kaserne als Unterkunft für das I. Bataillon des Infanterie-Regiments 80, welches die Tradition des 2. Rheinischen Infanterie-Regiments Nr. 28 (von Goeben) übernahm. Nach Ende des Zweiten Weltkriegs ging der Standort zunächst an die Französische Besatzung über, die diesen aber schon 1946 freigab. In der folgenden Zeit wurden die Unterkunftblocks in Wohngebäude umgebaut (Goeben-Siedlung), im einstigen Pferdekrankenstall wurde 1950 die Künstlersiedlung Asterstein eingerichtet. Seit 2010 werden die in der Siedlung gelegenen Kasernengebäude hochwertig grundsaniert, neue Wohngebäude sind in Planung. Eine Umbenennung in Goeben-Park lehnte der Koblenzer Stadtrat im Dezember 2015 ab.